# 芦原睦
芦原 睦（あしはら むつみ、1955年6月24日 - ）は、日本の医師。医学博士。
名古屋の心療内科医で、金山総合駅前に芦原内科・心療内科を開業している。
リウマチ・膠原病領域の心身医学を専門とし、交流分析においては自己成長エゴグラム（SGE）と対処行動エゴグラム（CB-E）を開発した。
産業メンタルヘルス相談室（IMC）では多くの事業所従業員のメンタルヘルス啓発活動と復職支援を行っている。講演回数は850回を超え、軽妙な語り口には定評がある。

## 来歴
曽祖父は芦原甫（日露戦争人事管理部長：陸軍中佐）、祖父芦原勝（耳鼻科開業医）を経て、父芦原實（耳鼻科開業医）の長男として出生。母は芦原煌子、母の弟は蓑谷穆（飛騨高山の観光カリスマ）である。なお親族に　芦原義信（建築家）、芦原英了（評論家）、芦原伸（旅行作家）、遠縁に藤田嗣治（画家）がいる

## 略年譜
- 1974年:東海高等学校卒業
- 1981年:藤田保健衛生大学（現在、藤田医科大学）医学部卒業
- 1987年:同大学院（リウマチ・膠原病学専攻）修了
- 1987年～1988年:犬山中央病院内科
- 1989年～1990年:東邦大学心療内科、豊島中央病院にて研修
- 1990年:中部労災病院内科・心療内科に勤務
- 1993年:同一般内科副部長
- 1998年:同心療内科部長、勤労者メンタルヘルスセンター長

現在、中部労災病院心療内科部長、勤労者メンタルヘルスセンター長
令和3年6月から、名古屋市の金山駅ちかくで「芦原内科・心療内科」開業

## 所属学会および役職・資格
- 日本心療内科学会理事・中日本支局長（心療内科登録医、心療内科専門医）
- 日本交流分析学会理事長（認定交流分析士、認定研修スーパーバイザー）
- 日本自律訓練学会理事（自律訓練法認定医、専門指導医）
- 日本産業ストレス学会副理事長・編集幹事
- 日本産業精神保健学会理事
- 日本ストレス学会理事
- 日本心身医学会幹事・代議員（心身医療｢内科｣専門医、研修指導医）
- 東洋心身医学研究会・理事長
- 日本リウマチ学会ウマチ専門医
- 日本リウマチ財団（登録医）
- 日本内科学会（認定内科医）
- 日本医師会認定産業医　など

☆難病指定医

## 教育歴
- 1988年4月 - 1996年3月: 梅村学園中京大学文学部心理学科客員講師
- 1995年1月 - 1995年3月: 名古屋市立大学医学部大学院非常勤講師（衛生学）
- 2000年12月 - 2006年3月: 東京医科歯科大学非常勤講師（口腔心身医学）
- 2001年4月 - : 藤田保健衛生大学非常勤講師（リウマチ・膠原病学）
- 2003年4月 - 2004年3月: 大阪大学医学部非常勤講師（環境医学）
- 2008年6月: 金城学院大学人間科学部非常勤講師（心身医学）
- 2009年4月: 藤田医科大学医学部客員教授

## 受賞歴
- 1996年:「当科における集団自律訓練法の有効性」にて日本自律訓練学会第3回池見研究奨励賞
- 2003年:「ストレス対処行動における交流分析的検討」にて日本交流分析学会第9回桂学術奨励賞
- 2011年:日本自律訓練学会 第23回JMI記念賞受賞
- 2020年12月:産業ストレス学会で「産業ストレス学会賞」を受賞

## 著書
2016年6月現在
※：単独執筆
▲：絶版

### 医学書
- 『医療心理のための心身医学―こころと体の科学』桂戴作編 医薬ジャーナル社 大阪 1991▲
- ※『心身医学おもしろレクチャー―心身医学と臨床心理学の接点』チーム医療 東京 1992 、改訂第2版 1997
- 『めまい』 トーマス・プラント著 寺本純監訳（翻訳分担） 診断と治療社 東京 1994 第9章 心因性めまい
- 『プライマリケアにおけるうつ病（うつ状態）診断のポイント』桂戴作編 トーア総合企画社 大阪 1996
- 『よくわかる心療内科』桂戴作・山岡昌之編 金原出版 東京 1997
- 『保健婦のためのメンタル・カウンセリング 実践マニュアル』河野友信監修 全国社会保険協会連合会 東京 1998▲
- 『心身医学用語辞典』 社団法人日本心身医学会用語委員会編集 医学書院 東京 1999、第2版2009
- 『自己成長エゴグラムのすべて―SGEマニュアル』桂戴作・芦原睦・村上正人監修 チーム医療 東京 1999
- 『Bulimiaの臨床』久保木富房編 三輪書店 東京 2000 13.Bulimia nervosaの治療―予後良好例と不良例を比較して―
- 『最新心身医学』河野友信・山岡昌之・石川俊男・一條智康編 三輪書店 東京 2000 第4章 心身医学の臨床 11.ストレス評価（職業性ストレス評価）
- 『プライマリケアのためのやさしいうつ病・うつ状態のマネージメント（改訂版）』桂戴作編 医薬ジャーナル社 大阪 2007
- 『現代のエスプリ別冊－産業カウンセリングの実践的な展開－』 渡辺忠・渡辺美枝子・安藤一重編 至文堂 東京 2001
- 『放射線安全管理の手引き』医療科学社 東京 2002
- 『心因性難聴』矢野純・久保千春編 中山書店 東京 2005 Ⅲ心因性難聴への対応、治療法 心療内科・精神科の対応、治療 交流分析
- 『心理療法ハンドブック』乾吉佑・氏原寛 他編 創元社 東京 2005 第Ⅱ部 理論と技法 19.交流分析
- 『うつ病診療のコツと落とし穴』上島国利編 中山書店 東京 2005 予防・再発予防 うつ病の再発予防としての交流分析
- 『エゴグラム実践マニュアル－自己成長エゴグラム（SGE)と対処行動エゴグラム（CB-E）』 チーム医療 東京 2006
- 『TEXTBOOK 女性心身医学』玉田太郎・本庄英雄編 永井書店 大阪 2006
- 『プライマリケア・メンタルヘルス活動のための10の心理テスト』 フジメディカル出版 大阪 2007
- 『心身症の診断と治療』永田勝太郎編 診断と治療社 東京 2007
- 『職場のメンタルヘルス・セルフチェック』山本晴義監修 ぎょうせい 東京 2007
- ※『心の中の5人家族～彼らが織りなす人生ドラマ～ ～交流分析のおける構造分析と脚本分析の活用～』チーム医療 東京 2009
- 『心療内科入門ハンドブック～症例に学ぶ用語集～』日本心療内科学会編 マイライフ社 東京 2009
- 『女性総合診療マニュアル～女性外来の実践から～』独立行政法人労働者健康福祉機構編 保健文化社 東京 2010
- 『産業医ガイド 基本管理業務からメンタルヘルスまで』日本産業衛生学会関東産業医部会編 日本医事新報社 東京 2010、第2版2016 第4章 産業メンタルヘルス 6.職場不適応 適応障害とうつ病の鑑別
- 『ストレス科学事典』日本ストレス学会財団法人パブリックヘルスリサーチセンター監修 実務教育出版 東京 2011
- 『産業ストレスとメンタルヘルス―最先端の研究から対策の実践まで』日本産業ストレス学会編 中央労働災害防止協会 東京 2012
- 『心療内科実践学 入門から臨床研究まで』フジメディカル出版 大阪 2013
- 『ストレス学ハンドブック』創元社 大阪 2015 11．リウマチ性疾患とストレス
- 『ストレスチェック対応 メンタルヘルス実践学』フジメディカル出版 大阪 2016

### 一般書
- 『心と体の健康ノート―成人病予防のためのストレス対策』 桂戴作編 フィスメック 東京 1991▲
- 『自分がわかる心理テスト―知らない自分が見えてくる』 桂戴作監修 講談社ブルーバックス 東京 1992
- 『安全運転管理講習テキスト』愛知県警察本部交通部 監修 1993 , 1994 第2章 安全運転に生かす心理学・行動医学15-64
- ※『心でおきる身体の病―心の健康診断法』 講談社ブルーバックス 東京 1995
- 『自分がわかる心理テスト Part2―エゴグラム243パターン全解説』 講談社ブルーバックス 東京 1995
- ※『かしこい医者のえらびかた―心療内科医がすすめる』リバティ書房 名古屋 1995▲
- ※『與性格拔河』星月書店 台北 1996
- 『TAデータブック '96』『TAデータブック '97』チーム医療 東京 1996、1997
- 『性格蛻欒』星月書店 台北 1997
- 『心のケアブック』久保田浩也監修 法研 東京 1997
- ※『心療内科がわかる本―ひとりで悩んでいるあなたへ』法研 東京 1998
- ※『エゴグラム―あなたの心には五人家族が住んでいる』扶桑社 東京 1998
- ※『心療内科医がすすめる―かしこい医者のえらび方』改訂版 扶桑社文庫 東京 2000
- 『徹底図解・自律神経失調症』 法研 東京 2000
- 『心を強くする42のカウンセリング』 久保田浩也編（心のケアブック 改題） 成美堂文庫 東京 2001
- ※『自分に出会う心理テスト』（エゴグラム改題）扶桑社文庫 東京 2001▲
- ※『なぜか同じ失敗を繰り返してしまう人たち』扶桑社 東京 2002、 扶桑社電子文庫 東京 2010
- ※『実践！ここから始めるメンタルヘルス』－予防から復職まで－ 中央労働災害防止協会 東京 2004
- 『医療に活かす癒し術』－コ・メディカルのための医療心理入門－ 佐田彰見と共著 医療科学社 東京 2005
- 『体と心 保健総合大百科[中・高校編〕2009年』少年写真新聞社編 株式会社少年写真新聞社 東京 2009
- ※『心療内科がわかる本―一人で悩まなくても大丈夫』PHP文庫 東京 2010
- 『徹底図解 自律神経失調症』（中国語・台湾版）楓書坊文化出版社 台北 2010
- 『なぜか同じ失敗を繰り返してしまう人たち』（韓国語版） 韓国 2011
- 『徹底図解 自主神経失調症』（中国語版） 河南科学技術出版社 鄭州 2013

### DVD等
- 『わかりやすい心療内科の始め方』チーム医療 東京 VHS版 2000、DVD版 2008
- 『自律訓練法の理論と実践』チーム医療 東京 2012

### 電子書籍
- 『なぜか同じ失敗を繰り返してしまう人たち』扶桑社BOOKS文庫 東京 2011
- 『心の中の5人家族～彼らが織りなす人生ドラマ～ ～交流分析のおける構造分析と脚本分析の活用～』チーム医療 東京 2015
- 『心療内科がわかる本―ひとりで悩んでいるあなたへ』PHP文庫 東京 2016

## 学会開催歴
- 1995年: 第4回全国労災病院心療内科学会　大会長（中部労災病院桜盟館）
- 1999年: 第8回全国労災病院心療内科学会　大会長（中部労災病院桜盟館）
- 2003年: 第12回全国労災病院心療内科学会　大会長（中部労災病院工学センター）
- 2005年: 第41回日本東洋心身医学研究会（東京: 星陵会館）、日本自律訓練学会第28回大会　大会長（名古屋国際会議場）
- 2007年: 第14回日本産業ストレス学会　大会長（名古屋国際会議場）
- 2010年: 日本交流分析学会第35回大会　大会長
- 2013年: 第18回日本心療内科学会　会長